# Bój pod Borowikami

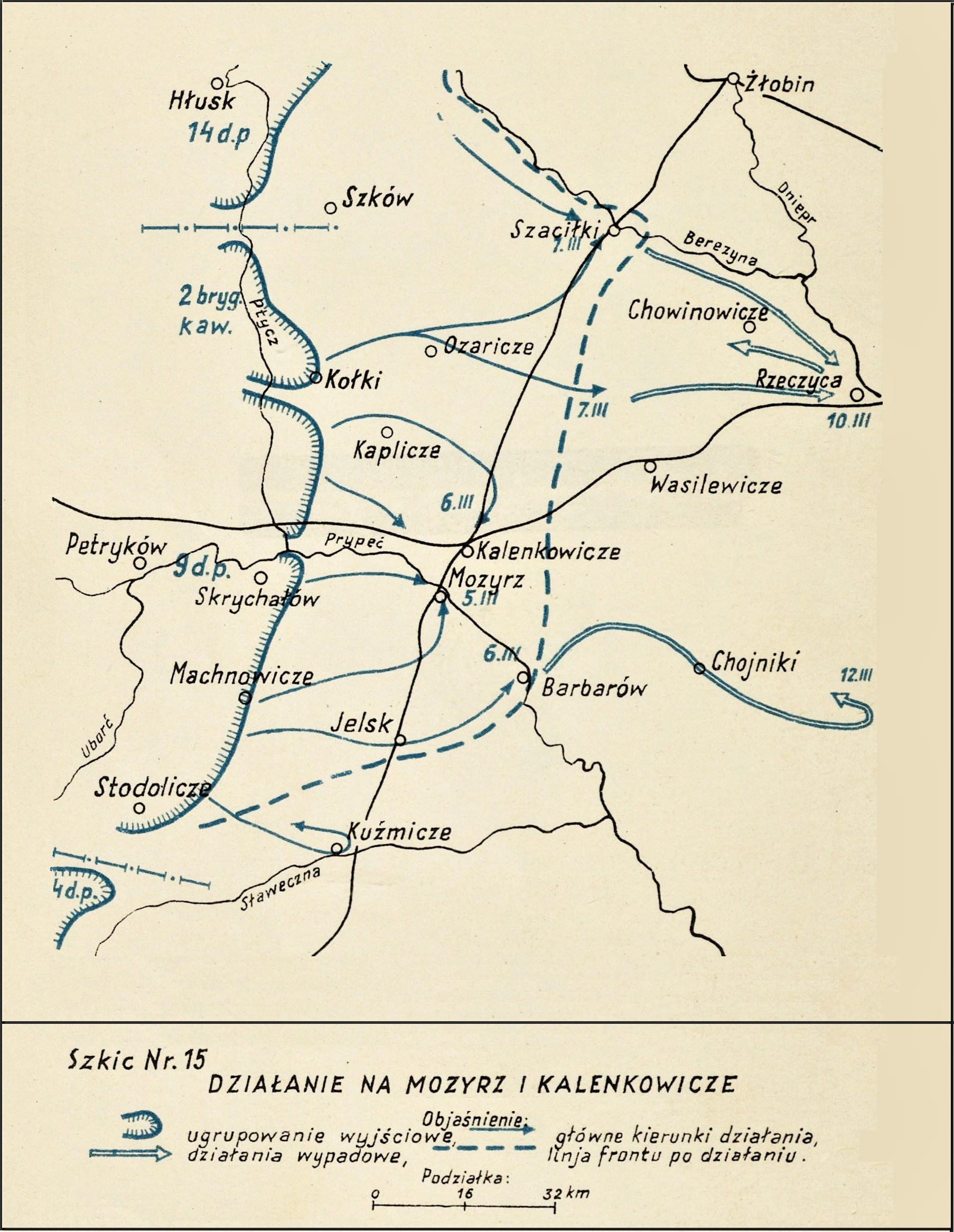
Adam Przybylski,
Wojna Polska 1918–1921

Bój pod Borowikami – walki oddziałów polskiego 15 pułku piechoty mjr. Józefa Wolfa z oddziałami sowieckiej 17 Dywizji Strzelców toczone w okresie wojny polsko-bolszewickiej.

## Geneza
Zimą 1919/1920 na froncie polsko-sowieckim odnotowywano tylko działania lokalne. Linia frontu była rozciągnięta od środkowej Dźwiny, wzdłuż Berezyny, Uborci, Słucza, po Dniestr. Zastój w działaniach wojennych obie strony wykorzystywały na przygotowanie się do decydujących rozstrzygnięć militarnych planowanych na wiosnę i lato 1920
Jeszcze jesienią 1919 ówczesny dowódca 9 Dywizji Piechoty płk Władysław Sikorski zaproponował uderzenie na Mozyrz i Kalinkowicze. Naczelny Wódz Józef Piłsudski wydał 26 lutego 1920 rozkaz skierowany do dowódcy Grupy Poleskiej płk. Władysława Sikorskiego uderzenia na Mozyrz i Kalinkowicze.
6 marca 9 Dywizja Piechoty opanowała linię kolejową Kalenkowicze – Szaciłki, podjęła działania wzdłuż prawego brzegu Berezyny i zajęła Jakimowską Słobodę. Tym samym nawiązana została łączność z oddziałami 14 Wielkopolskiej Dywizji Piechoty gen. Daniela Konarzewskiego. Cel operacji został osiągnięty.
16 marca Sowieci wyprowadzili kontruderzenie i opanowali Jakimowską Słobodę oraz Szaciłki.

## Walczące wojska
| Jednostka               | Dowódca                | Podporządkowanie     |
| Wojsko Polskie          |                        |                      |
| 9 Dywizja Piechoty      | płk Władysław Sikorski | 4 Armia              |
| ⇒ 15 pułk piechoty      | mjr Józef Wolff        | 9 Dywizja Piechoty   |
| → III/15 pułku piechoty |                        |                      |
| 11/15 pułku piechoty    | ppor. Kazimierz Kiwała |                      |
| Armia Czerwona          |                        |                      |
| 17 Dywizja Strzelców    |                        | 16 Armia             |
| ⇒ 51 Brygada Strzelców  |                        | 17 Dywizja Strzelców |
| →151 pułk strzelców     |                        |                      |
| →152 pułk strzelców     |                        |                      |
| →153 pułk strzelców     |                        |                      |

## Walki pod Borowikami
Już 14 marca nieprzyjaciel rozpoczął działania na kierunku Jakimowskiej Słobody. By uprzedzić przeciwnika, dowództwo polskie zaplanowało wypad na Szupejki. Jednocześnie dowódca II batalionu 15 pułku piechoty miał prowadzić działania demonstracyjne na Sieliszcze. Sowieci wyprzedzili jednak polskie działania i przeprawiwszy się na prawy brzeg Berezyny, w nocy z 16 na 17 marca uderzyli na Słobodę Jakimowską, wyrzucili stamtąd 6/15 pp, a następnie zajęli Szaciłki. Równocześnie z natarciem na Jakimowską Słobodę, Sowieci zaatakowali z kierunku Zubliszcz stanowiska obronne 15 pułku piechoty mjr. Józefa Wolffa rozmieszczone na południe od Jakimowskiej Słobody.
17 marca Borowiki obsadzał dwoma kompaniami III/15 pułku piechoty, a jedną kompanią utrzymywał Szwed. W tym dniu odparto wszystkie sowieckie ataki. Jednak nocą czerwonoarmiści przeniknęli przez słabo obsadzony front i polski batalion znalazł się w okrążeniu. W ciągu kolejnych czterech dni Polacy z sukcesami walczyli w okrążeniu i nie dali się wyrzucić z miejscowości. 
Natarcie na Bobrowniki w większym wymiarze Sowieci powtórzyli na przełomie marca i kwietnia. Skoncentrowano na tym kierunku całą 51 Brygadę Strzelców. Jej pułki zaatakowały także Szupiejki i Chutor. Samych Borowików broniła 11 kompania ppor. Kazimierza Kiwały. Wytrwała ona na stanowiskach mimo pełnego okrążenia i niezwykle silnego ognia sowieckiej artylerii i broni maszynowej. Przez 5 godzin nieustannego boju kompania odparła kilka uderzeń przeważających sił sowieckich, zadając wrogowi dotkliwe straty. Dzięki doskonale funkcjonującej łączności, dowódca pułku mjr Wolff mógł w porę reagować i wysyłać na zagrożone odcinki szczupłe odwody pułku. Mimo wielkiej przewagi liczebnej przeciwnika, Polacy odparli wszystkie ataki. W godzinach popołudniowych 4 kwietnia III batalion, na rozkaz dowódcy pułku mjr. Wolffa, opuścił Borowiki.
Komunikat prasowy Sztabu Generalnego z 19 marca 1920 donosił:

 Na odcinku poleskim bolszewicy przeszli do ogólnego ataku; uporczywe walki trwają.[…] Bohaterski III bataljon pułku 15 piechoty, będąc w Borowikach ze wszystkich stron otoczonym, wydobył się po zaciętej walce z pierścienia nieprzyjacielskiego i odparł wszystkie ataki; dowódca bataljonu, kapitan Zawadzki, zginął śmiercią walecznych.